# Milicent Shinn

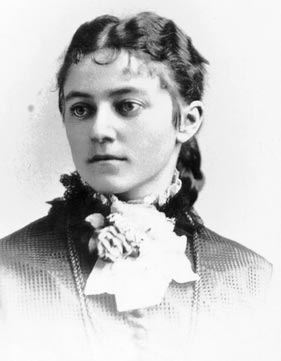
Millicent Washburn Shinn im Jahr 1898

Milicent Washburn Shinn (geboren am 15. April 1858 in Niles, Kalifornien, gestorben am 13. August 1940 ebenda) war eine Kinderpsychologin, die als Schriftstellerin, Herausgeberin, Wissenschaftlerin und Forscherin tätig war. Sie war die erste Frau, die an der University of California in Berkeley promoviert wurde. Ihre Forschung konzentrierte sich speziell auf die häusliche Beobachtung der emotionalen und psychischen Gesundheit von Babys und Kleinkindern.

## Leben
Shinn wurde in Vallejo's Mills (später Niles, Kalifornien und heute ein Bezirk von Fremont, Kalifornien) geboren, ihre Eltern waren der Bauer James Shinn und Lucy Ellen Clark. Die Familie hatte sieben Kinder, von denen vier als Kinder starben. Milicent Shinn war daher die einzige Tochter der Familie. 1874 begann sie wie ihr älterer Bruder Charles Howard Shinn ein Studium an der University of California, ein Jahr nachdem Frauen zum Studium zugelassen worden waren.  Nach ihrem Bachelor-Abschluss arbeitete Shinn als Redakteurin für das Literaturmagazin Overland Monthly. Sie publizierte Texte zum Teil unter männlichen Pseudonymen. 1898 veröffentlichte sie ihre Dissertationsschrift Notes on the Development of a Child und wurde als erste Frau an ihrer Universität promoviert. Ihre 1890 geborene Nichte Ruth, um die sie sich kümmerte, stand im Mittelpunkt ihrer Forschung. Eigene Kinder hatte sie nicht, auch über Partnerschaften ist nichts bekannt. Shinn starb im Alter von 82 Jahren in Niles.

## Forschung
Shinn ist nicht nur für ihre Dissertation Notes on the Development of a Child bekannt. Auch ihre vor der Dissertation angefertigte Beobachtungsarbeit The First Two Years of the Child fand in der Psychologie viel Beachtung und galt als eine der ersten ihrer Art. Im Fokus stand dabei die Beobachtung der emotionalen und psychischen Entwicklung ihrer Nichte Ruth bis zu ihrem zweiten Lebensjahr. Von Ruths elftem Lebensmonat an führte Shinn fünf kleine Notizbücher gleichzeitig, eines für die physischen Sinne, ein zweites für Gefühle, ein drittes für Bewegungsabläufe, ein viertes für Gedächtnis und Neugier, und ein fünftes für Sprache und Sprachverständnis. Es handelte sich bei der Dokumentation ihrer Beobachtungen um eine der ersten empirischen wissenschaftlichen Dokumentationen über die Entwicklung von Babys und Kleinkindern, die veröffentlicht wurde. Shinn Arbeit gilt daher als besonders wertvoll und wegweisend im Feld der Psychologie. Auch in ihrer weiteren Forschungsarbeit beschäftigte sich Shinn mit der Entwicklung von Kindern. Dafür baute sie ein Netzwerk von Müttern auf, die ihre Kinder beobachteten und dies für sie dokumentierten. Shinn untersuchte unter anderem die Entwicklung von Intelligenz und Sprache bei Babys, wie sie durch das Imitieren der Erwachsenen lernen, wie sie ihren eigenen Namen lernen und ihre emotionale Abhängigkeit von den Müttern. Shinns Arbeit gilt als wichtige Grundlage späterer Forschung zu kindlichen Entwicklung.  Ihre Arbeit sei „der vollständigste Beitrag zur frühkindlichen Entwicklung, den die Psychologie bislang hervorgebracht hat“, so eine Rezension aus dem Jahre 1909 im American Journal of Psychology. Die Wissenschaftshistorikerin Christine Oertzen nannte Shinn eine „Schlüsselfigur eines Netzwerks von häuslichen Interpretinnen frühkindlicher Entwicklung“.

## Veröffentlichungen
- The University of California (1883)
- End of an Era (1883)
- Summer Cañons (1883)
- "Thirty miles". The Overland Monthly, I, 596-604 (1883).
- "The Verse and Prose of H.H.", Overland Monthly (Sept. 1885)
- "A Pioneer Fruit Region", Overland Monthly (July 1888) (under pen name J. Burns)
- The Leland Stanford, Junior, University (1891)
- The Lick Astronomical Department of the University of California (1892)
- Notes on the development of a child (1893)
- Notes on the development of a child, 2 volumes, University of California Studies, (1893).
- "Some Comments on Babies", Overland monthly and the Out West magazine (1894)
- Notes on Children's Drawings (1897)
- The Biography Of A Baby (1900)
- Notes on the development of a child. II. The development of the senses in the first three years of childhood (1907)
- The Development of the Senses in the First Three Years of Childhood, (1908)
- Women Wants Ballot Men Won by War, Appeal to Farmers of State Asks Votes for All Alike, (11. September 1911)
- Comments in Winning Equal Suffrage in California, 1912, p. 127-128; Condensed from leaflet to "Farmers and Fruit Growers," written for California Campaign.
- The first two years of the child. In Proceedings of the International Congress of Education, Chicago, 1893. New York: National Education Association (1895).
- "The marriage rate of college women", The Century, 50, 946-48.